# Bart Tromp
Bart Ago Geert Maria Tromp (Sneek, 16 oktober 1944 – Den Haag, 20 juni 2007) was een Nederlandse socioloog en politicoloog, die tevens gold als PvdA-ideoloog.
Tromp was gespecialiseerd in de internationale betrekkingen en gold als de voornaamste Nederlandse vertegenwoordiger van de wereld-systeemtheorie. Hij was bijzonder hoogleraar aan de Universiteit van Amsterdam en verbonden aan Instituut Clingendael. Van 1982 tot 2003 was hij tevens verbonden aan het departement Politieke Wetenschappen van de Universiteit Leiden.
Bart Tromp, broer van polemoloog Hylke Tromp, groeide op als zoon van een echtpaar dat in Sneek een drogisterij en fotozaak bestierde. Tromp studeerde sociologie aan de Rijksuniversiteit Groningen, waar hij cum laude afstudeerde. Daarna verhuisde hij naar Eindhoven waar hij jarenlang was verbonden aan de Technische Universiteit Eindhoven. Hij werd er actief in het PvdA-afdelingsbestuur.
Tromp werd binnen de PvdA jarenlang tot de rechtervleugel gerekend, maar werd sinds de jaren negentig binnen de partij als links beschouwd. Zelf stelde Tromp dat zijn overtuiging niet was gewijzigd; de partij was naar rechts opgeschoven, een proces dat hij met lede ogen aanzag. Van de vernieuwing van de partij zoals die door Felix Rottenberg werd ingezet moest Tromp niets hebben; die reduceerde de partijleden volgens hem tot applausmachine. In 2001 deed hij een vergeefse poging om zelf partijvoorzitter te worden. In 2002 promoveerde hij op een vergelijkend onderzoek naar de beginselprogramma's van de Sociaal-Democratische Bond, de SDAP en de PvdA. Tromp was columnist voor het dagblad Het Parool en weekblad Elsevier. Tot 2007 schreef hij ook columns voor De Gelderlander. In zijn columns hekelde hij onder meer de besluitvorming rond de Irakoorlog. Ook verzette hij zich tegen toelating van studenten tot universiteiten op basis van hun eindexamenresultaten, omdat voor deze wijze van selecteren volgens hem geen enkele wetenschappelijke basis bestond.
Bart Tromp overleed op 62-jarige leeftijd aan een hartstilstand.